# 3002 Деласалл
3002 Деласалл (3002 Delasalle) — астероїд головного поясу, відкритий 20 березня 1982 року.
Тіссеранів параметр щодо Юпітера — 3,617.